# Monumento al Doctor Fleming
El Monumento al Doctor Fleming es una escultura erigida en el parque de Isabel la Católica, en la zona este de la ciudad española de Gijón, concretamente en el barrio de El Bibio, y tiene el honor de haber sido el primer monumento del mundo erigido en honor a Alexander Fleming.

## Descripción
Se trata de una obra diseñada por el arquitecto Luis Moya, autor entre otros de la Universidad Laboral y ejecutada por el escultor Manolo Laviada. Fue erigido en la ciudad en 1955, está hecho de piedra y cuenta con composiciones de bronce, representando un homenaje al doctor y premio nobel en medicina Alexander Fleming, descubridor de la penicilina. Fue el primer monumento que se le dedicaba en el mundo al reconocido científico, estando él aún con vida, si bien en el momento de su inauguración acontecida el 18 de septiembre de 1955 ya había fallecido y fue su viuda Amalia Fleming quien la inauguró. Fue encargada por la ciudad para embellecer y dar sentido al entorno del parque construido unos años antes, en 1947, mediante la desecación de parte de los humedales del río Piles y costeada mediante cuestación popular por los habitantes de la ciudad.
Al igual que otras obras ubicadas en el entorno del parque, ha sufrido ataques vandálicos en varias ocasiones, facilitado por la característica de que este parque, a diferencia de entornos similares de otras ciudades, no es cerrado en horario nocturno.